# Lista elektrycznych zespołów trakcyjnych eksploatowanych w Czechach i na Słowacji
Lista elektrycznych zespołów trakcyjnych eksploatowanych w Czechach i na Słowacji w ruchu planowym.

## Pojazdy eksploatowane obecnie
| Seria pojazdu | Nazwa handlowa | Układ wagonów | Producent              | Lata budowy    | Zdjęcie | Użytkownik              | System zasilania                           | Liczba sztuk |
| ------------- | -------------- | ------------- | ---------------------- | -------------- | ------- | ----------------------- | ------------------------------------------ | ------------ |
| 425.95        |                | r+s+r         | ŽOS Vrútky Stadler     | 2000-2006      |         | ZSSK                    | 1500 V =                                   | 15           |
| 495.95        |                | r+s+r         | Stadler                | 2020-2021      |         | ZSSK                    | 1500 V =                                   | 5            |
| 440           | RegioPanter    | s+s+s         | Škoda                  | 2012-2014      |         | České dráhy             | 3000 V =                                   | 12           |
| 471           | CityElefant    | s+d+r         | Vagonka Studénka Škoda | 2001           |         | České dráhy             | 3000 V =                                   | 75           |
| 480           | FLIRT          | s+d+d+d+s     | Stadler Polska         | 2012           |         | Leo Express             | 3000V =                                    | 5            |
| 530           | RegioPanter    | s+s+s+s       | Škoda                  | 2022-          |         | Kraj południowomorawski | 25000 V 50 Hz ~                            | 1 z 31       |
| 550           | RegioPanter    | s+s           | Škoda                  | 2022-          |         | Kraj południowomorawski | 25000 V 50 Hz ~                            | 1 z 6        |
| 640           | RegioPanter    | s+s+s         | Škoda                  | 2011-          |         | České dráhy             | 3000 V = 25000 V 50 Hz ~                   | 15 z 75      |
| 650           | RegioPanter    | s+s           | Škoda                  | 2011-          |         | České dráhy             | 3000 V = 25000 V 50 Hz ~                   | 42 z 67      |
| 654           |                | s+s           | Pesa Bydgoszcz         | 2021-2022      |         | RegioJet                | 3000 V = 25000 V 50 Hz ~                   | 7            |
| 660           | RegioPanter    | s+s+s+s       | Škoda                  | 2020-          |         | ZSSK                    | 3000 V = 25000 V 50 Hz ~                   | 12 z 21      |
| 661           | RegioPanter    | s+s+s         | Škoda                  | 2020-2021      |         | ZSSK                    | 3000 V = 25000 V 50 Hz ~                   | 13           |
| 671           | CityElefant    | s+d+r         | Vagonka Studénka Škoda | 2009 2014-2015 |         | ZSSK                    | 3000 V = 25000 V 50 Hz ~                   | 19           |
| 680           | Pendolino      | s+d+s+d+s+d+s | Alstom                 | 2005           |         | České dráhy             | 3000 V = 15000 V 16,7 Hz ~ 25000 V 50 Hz ~ | 7            |

s - wagon silnikowy, r - wagon doczepny z kabiną sterowniczą, d - wagon doczepny bez kabiny sterowniczej

## Pojazdy wycofane z eksploatacji
| Seria pojazdu  | Seria pojazdu   | Układ wagonów           | Producent              | Lata budowy | Zdjęcie | Liczba sztuk | System zasilania | Zakończenie ekspl. |
| Nowa (od 1988) | Stara (do 1988) | Układ wagonów           | Producent              | Lata budowy | Zdjęcie | Liczba sztuk | System zasilania | Zakończenie ekspl. |
| -------------- | --------------- | ----------------------- | ---------------------- | ----------- | ------- | ------------ | ---------------- | ------------------ |
|                | EM 475.0        | s+d+d+d+s               | Vagonka Studénka Škoda | 1959-1960   |         | 2            | 3000 V =         | ?                  |
| 405.95         | EMU 29.0        | s+r                     | SLM Winterthur         | 1970        |         | 3            | 1500 V =         | 2020               |
| 451            | EM 475.1        | s+d+d+s                 | Vagonka Studénka       | 1964-1968   |         | 51           | 3000 V =         | 2018               |
| 452            | EM 475.2        | s+d+d+s                 | Vagonka Studénka       | 1972-1973   |         | 11           | 3000 V =         | 2018               |
| 460            | EM 488.0        | s+d+s s+d+d+s s+d+d+d+s | Vagonka Studénka       | 1971-1978   |         | 43           | 3000 V =         | 2024               |
| 470            | EM 496.0        | s+d+d+d+s               | Vagonka Studénka       | 1991        |         | 2            | 3000 V =         | 2009               |
| 560            | SM 488.0        | s+d+d+d+s               | Vagonka Studénka       | 1966-1971   |         | 17           | 25000 V 50 Hz ~  | 2022               |